# Tênis de mesa nos Jogos Pan-Americanos de 2015
As competições de tênis de mesa nos Jogos Pan-Americanos de 2015 foram realizadas entre 19 e 25 de julho no Centro Pan e Parapan-Americano Markham, em Markham. Contou com as disputas dos torneios individual e por equipes masculino e feminino, totalizando quatro eventos com distribuição de medalhas.

## Calendário
| Julho         | 7 | 8 | 9 | 10 | 11 | 12 | 13 | 14 | 15 | 16 | 17 | 18 | 19 | 20 | 21 | 22 | 23 | 24 | 25 | 26 |
| ------------- | - | - | - | -- | -- | -- | -- | -- | -- | -- | -- | -- | -- | -- | -- | -- | -- | -- | -- | -- |
| Tênis de mesa |   |   |   |    |    |    |    |    |    |    |    |    |    |    | 2  |    |    |    | 2  |    |

|  | Dia de competição |  | Dia de final |

## Medalhistas
Masculino
| Evento              | Ouro                                                     | Prata                                                        | Bronze |
| ------------------- | -------------------------------------------------------- | ------------------------------------------------------------ | --- |
| Individual detalhes | Hugo Calderano BRA Brasil                                | Gustavo Tsuboi BRA Brasil                                    | Thiago Monteiro BRA Brasil Eugene Wang CAN Canadá                                                                         |
| Equipes detalhes    | Hugo Calderano Thiago Monteiro Gustavo Tsuboi BRA Brasil | Marcelo Aguirre Axel Gavilán Alejandro Toranzos PAR Paraguai | Brian Afanador Héctor Berríos Daniel González PUR Porto Rico Marko Medjugorac Pierre-Luc Thériault Eugene Wang CAN Canadá |

Feminino
| Evento              | Ouro                                             | Prata                                            | Bronze                                                                                            |
| ------------------- | ------------------------------------------------ | ------------------------------------------------ | ------------------------------------------------------------------------------------------------- |
| Individual detalhes | Wu Yue USA Estados Unidos                        | Gui Lin BRA Brasil                               | Caroline Kumahara BRA Brasil Lily Zhang USA Estados Unidos                                        |
| Equipes detalhes    | Wu Yue Lily Zhang Zheng Jiaqi USA Estados Unidos | Gui Lin Caroline Kumahara Lígia Silva BRA Brasil | Alicia Cote Luo Anqi Zhang Mo CAN Canadá Carelyn Cordero Adriana Díaz Melanie Díaz PUR Porto Rico |

## Quadro de medalhas
| Ordem | País               | Medalha de ouro | Medalha de prata | Medalha de bronze |    |
| ----- | ------------------ | --------------- | ---------------- | ----------------- | -- |
| 1     | BRA Brasil         | 2               | 3                | 2                 | 7  |
| 2     | USA Estados Unidos | 2               |                  | 1                 | 3  |
| 3     | PAR Paraguai       |                 | 1                |                   | 1  |
| 4     | CAN Canadá         |                 |                  | 3                 | 3  |
| 5     | PUR Porto Rico     |                 |                  | 2                 | 2  |
| TOTAL | TOTAL              | 4               | 4                | 8                 | 16 |